# Aggettivi greci della II classe
L'aggettivo è una parte variabile del discorso, strettamente associata al sostantivo per i modi della flessione, oltre che spesso per il tema: è declinabile nel numero e nel caso, come il sostantivo, cui è legato dalla concordanza, ma anche dal genere. L'aggettivo greco viene tradizionalmente distinto in due classi: alla prima classe appartengono i temi in -o e -α, che seguono rispettivamente la flessione della II e I declinazione femminile.
Della seconda classe fanno parte invece gli aggettivi che seguono la flessione della III declinazione, con temi in consonante (-β-ξ-π-ψ-τ) e vocale debole. Questi aggettivi possono essere a due (maschile e neutro) o tre terminazioni (maschile, femminile, neutro), a seconda che la flessione sia unica per maschile, femminile e neutro, o che sia distinta o separata nei tre generi.

## Caratteristiche della II classe
Gli aggettivi della seconda classe seguono la terza declinazione. Occorre però distinguere fra quelli a due uscite, quelli a tre uscite e quelli a una uscita. Quelli a due uscite sono il perfetto parallelo degli omonimi della prima classe, in quanto il femminile coincide col maschile; quelli a tre uscite seguono invece la terza declinazione solo al maschile e al neutro mentre al femminile seguono la prima declinazione con un tema in -jᾰ-. Quelli ad una uscita seguono unicamente la terza declinazione; in questi aggettivi il neutro è di uso talmente raro da essersi identificato col maschile/femminile.
Come per i sostantivi della terza declinazione, non esiste un modello unico valido per tutto gli aggettivi di questo gruppo, ma essi si suddividono in base alla consonante o vocale di uscita del tema.

## Aggettivi a tre uscite

### Temi in -ντ-
- Declinazione di πᾶς, πᾶσα, πᾶν "tutto, ogni" (tema in -ᾰντ-):

Singolare
|            | Maschile | Femminile | Neutro |
| Nominativo | πᾶς      | πᾶσα      | πᾶν    |
| Genitivo   | παντός   | πάσης     | παντός |
| Dativo     | παντί    | πάσῃ      | παντί  |
| Accusativo | πάντα    | πᾶσαν     | πᾶν    |
| Vocativo   | πᾶς      | πᾶσα      | πᾶν    |

Plurale
|            | Maschile | Femminile | Neutro  |
| Nominativo | πάντες   | πᾶσαι     | πάντα   |
| Genitivo   | πάντων   | πασῶν     | πάντων  |
| Dativo     | πᾶσι(ν)  | πάσαις    | πᾶσι(ν) |
| Accusativo | πάντας   | πάσας     | πάντα   |
| Vocativo   | πάντες   | πᾶσαι     | πάντα   |

Il tema è πᾰντ-. Il maschile singolare è sigmatico (*πᾰντ-ς > *πᾰνς > *πᾱς > πᾶς). Il femminile singolare viene da *πᾰντ-jᾰ ( > *πᾰνσjᾰ > *πᾰνσᾰ > *πᾱσᾰ > πᾶσα). Il neutro è il puro tema con caduta del -τ-; l'alfa è allungato per analogia con il maschile e il femminile. Questo aggettivo non ha il duale.
L'aggettivo πᾶς, insieme ai suoi composti ἅπας e σύμπας, è l'unico a presentare il tema -ᾰντ-; nei due composti i casi retti del neutro singolare hanno il tema regolare in alfa breve, contrariamente alla forma semplice πᾶν.
- Declinazione di χαρίεις, χαρίεσσα, χαρίεν "grazioso" (tema in -εντ-):

Singolare
|            | Maschile  | Femminile | Neutro    |
| Nominativo | χαρίεις   | χαρίεσσα  | χαρίεν    |
| Genitivo   | χαρίεντος | χαριέσσης | χαρίεντος |
| Dativo     | χαρίεντι  | χαριέσσῃ  | χαρίεντι  |
| Accusativo | χαρίεντα  | χαρίεσσαν | χαρίεν    |
| Vocativo   | χαρίεν    | χαρίεσσα  | χαρίεν    |

Duale
|            | Maschile   | Femminile  | Neutro     |
| Nominativo | χαρίεντε   | χαριέσσᾱ   | χαρίεντε   |
| Genitivo   | χαριέντοιν | χαριέσσαιν | χαριέντοιν |
| Dativo     | χαριέντοιν | χαριέσσαιν | χαριέντοιν |
| Accusativo | χαρίεντε   | χαριέσσᾱ   | χαρίεντε   |
| Vocativo   | χαρίεντε   | χαριέσσᾱ   | χαρίεντε   |

Plurale
|            | Maschile   | Femminile  | Neutro     |
| Nominativo | χαρίεντες  | χαρίεσσαι  | χαρίεντα   |
| Genitivo   | χαριέντων  | χαριεσσῶν  | χαριέντων  |
| Dativo     | χαρίεσι(ν) | χαριέσσαις | χαρίεσι(ν) |
| Accusativo | χαρίεντας  | χαριέσσας  | χαρίεντα   |
| Vocativo   | χαρίεντες  | χαρίεσσαι  | χαρίεντα   |

Gli aggettivi di questo tipo presentano apofonia nel suffisso *-ϝεντ-/*-ϝατ- (< -ϝṇτ-). Il nominativo singolare maschile viene da *χαρίϝεντς ( > *χαρίεντς > *χαρίενς > χαρίεις). Il nominativo singolare femminile viene da *χαρίϝṇτjᾰ ( > *χαρίϝατjα > *χαρίασσα, con passaggio a χαρίεσσα per analogia); dallo stesso suffisso a grado zero viene anche il dativo plurale maschile e neutro, ancora con passaggio di -α- ad -ε- per analogia. Ai casi retti del neutro singolare e al vocativo singolare maschile troviamo il puro tema (*χαρίϝεντ > *χαρίεντ > χαρίεν).
Χαρίεις e φωνήεις (φωνήεσσα, φωνῆεν, "sonoro") sono gli unici due aggettivi con tema -εντ- ricorrenti nel dialetto attico.
- Declinazione di ἑκών, ἑκοῦσα, ἑκόν "volente, volentieri" (tema in -oντ-):

Singolare
|            | Maschile | Femminile | Neutro  |
| Nominativo | ἑκών     | ἑκοῦσα    | ἑκόν    |
| Genitivo   | ἑκόντος  | ἑκούσης   | ἑκόντος |
| Dativo     | ἑκόντι   | ἑκούσῃ    | ἑκόντι  |
| Accusativo | ἑκόντα   | ἑκοῦσαν   | ἑκόν    |
| Vocativo   | ἑκόν     | ἑκοῦσα    | ἑκόν    |

Duale
|            | Maschile | Femminile | Neutro   |
| Nominativo | ἑκόντε   | ἑκούσᾱ    | ἑκόντε   |
| Genitivo   | ἑκόντοιν | ἑκούσαιν  | ἑκόντοιν |
| Dativo     | ἑκόντοιν | ἑκούσαιν  | ἑκόντοιν |
| Accusativo | ἑκόντε   | ἑκούσᾱ    | ἑκόντε   |
| Vocativo   | ἑκόντε   | ἑκούσᾱ    | ἑκόντε   |

Plurale
|            | Maschile  | Femminile | Neutro    |
| Nominativo | ἑκόντες   | ἑκοῦσαι   | ἑκόντα    |
| Genitivo   | ἑκόντων   | ἑκουσῶν   | ἑκόντων   |
| Dativo     | ἑκοῦσι(ν) | ἑκούσαις  | ἑκοῦσι(ν) |
| Accusativo | ἑκόντας   | ἑκούσας   | ἑκόντα    |
| Vocativo   | ἑκόντες   | ἑκοῦσαι   | ἑκόντα    |

Il tema è ἑκοντ-. Il nominativo maschile singolare, asigmatico, mostra il puro tema con allungamento apofonico di -ο- in -ω-; da notare che ha la stessa flessione del participio presente di εἰμί. Il femminile si comporta come πᾶσα (da *ἑκόντjᾰ), con allungamento di compenso -ο- > -ου-; lo stesso allungamento si ritrova nel dativo plurale maschile e neutro (da *ἑκόντσι(ν)). I casi retti del neutro singolare e il vocativo maschile singolare mostrano il puro tema con caduta di -τ-.
Ἑκών e il suo composto ἄκων (*ἄ-ἑκων, "nolente, controvoglia") sono gli unici con il tema -oντ-. In origine ἑκών era un participio isolato derivato dalla radice ϝεκ-, che esprime l'idea di "volere".

### Temi in -ν-
- Declinazione di μέλας, μέλαινα, μέλαν "nero" (tema in -ᾰν-):

Singolare
|            | Maschile | Femminile | Neutro  |
| Nominativo | μέλας    | μέλαινα   | μέλαν   |
| Genitivo   | μέλανος  | μελαίνης  | μέλανος |
| Dativo     | μέλανι   | μελαίνῃ   | μέλανι  |
| Accusativo | μέλανα   | μέλαιναν  | μέλαν   |
| Vocativo   | μέλαν    | μέλαινα   | μέλαν   |

Duale
|            | Maschile | Femminile | Neutro   |
| Nominativo | μέλανε   | μελαίνᾱ   | μέλανε   |
| Genitivo   | μελάνοιν | μελαίναιν | μελάνοιν |
| Dativo     | μελάνοιν | μελαίναιν | μελάνοιν |
| Accusativo | μέλανε   | μελαίνᾱ   | μέλανε   |
| Vocativo   | μέλανε   | μελαίνᾱ   | μέλανε   |

Plurale
|            | Maschile  | Femminile | Neutro    |
| Nominativo | μέλανες   | μέλαιναι  | μέλανα    |
| Genitivo   | μελάνων   | μελαινῶν  | μελάνων   |
| Dativo     | μέλασι(ν) | μελαίναις | μέλασι(ν) |
| Accusativo | μέλανας   | μελαίνας  | μέλανα    |
| Vocativo   | μέλανες   | μέλαιναι  | μέλανα    |

Il tema è μελαν-. Il nominativo maschile, sigmatico, fa cadere -ν- e allunga per compenso -α- (*μέλανς > μέλᾱς); il nominativo femminile singolare da *μέλανjᾰ ha, per metatesi, μέλαινα. I casi retti del neutro e il vocativo maschile singolare mostrano il puro tema.
- Declinazione di τέρην, τέρεινα, τέρεν "tenero" (tema in -εν-):

Singolare
|            | Maschile | Femminile | Neutro  |
| Nominativo | τέρην    | τέρεινα   | τέρεν   |
| Genitivo   | τέρενος  | τερείνης  | τέρενος |
| Dativo     | τέρενι   | τερείνῃ   | τέρενι  |
| Accusativo | τέρενα   | τέρειναν  | τέρεν   |
| Vocativo   | τέρεν    | τέρεινα   | τέρεν   |

Duale
|            | Maschile | Femminile | Neutro   |
| Nominativo | τέρενε   | τερείνᾱ   | τέρενε   |
| Genitivo   | τερένοιν | τερείναιν | τερένοιν |
| Dativo     | τερένοιν | τερείναιν | τερένοιν |
| Accusativo | τέρενε   | τερείνᾱ   | τέρενε   |
| Vocativo   | τέρενε   | τερείνᾱ   | τέρενε   |

Plurale
|            | Maschile  | Femminile | Neutro    |
| Nominativo | τέρενες   | τέρειναι  | τέρενα    |
| Genitivo   | τερένων   | τερεινῶν  | τερένων   |
| Dativo     | τέρεσι(ν) | τερείναις | τέρεσι(ν) |
| Accusativo | τέρενας   | τερείνας  | τέρενα    |
| Vocativo   | τέρενες   | τέρειναι  | τέρενα    |

Il tema è τερεν-. Il nominativo maschile singolare è questa volta asigmatico, e assume solo l'allungamento apofonico di -ε- in -η-. Il nominativo femminile singolare deriva da *τέρενjα, in cui lo jod può essere caduto provocando l'allungamento per compenso di -ε-, oppure, in modo simile a μέλαινα, lo jod si è spostato per metatesi e vocalizzato. I casi retti del neutro e il vocativo maschile singolare mostrano il puro tema. Nel dativo plurale maschile e neutro la caduta di -ν- in *τέρενσι(ν) non provoca allungamento di compenso per analogia con sostantivi.

### Temi in liquida
- Declinazione di μάκαρ, μάκαιρα, μάκαρ "beato":

Singolare
|            | Maschile | Femminile | Neutro  |
| Nominativo | μάκαρ    | μάκαιρα   | μάκαρ   |
| Genitivo   | μάκαρος  | μακαίρας  | μάκαρος |
| Dativo     | μάκαρι   | μακαίρᾳ   | μάκαρι  |
| Accusativo | μάκαρα   | μάκαιραν  | μάκαρ   |
| Vocativo   | μάκαρ    | μάκαιρα   | μάκαρ   |

Duale
|            | Maschile | Femminile | Neutro   |
| Nominativo | μάκαρε   | μακαίρᾱ   | μάκαρε   |
| Genitivo   | μακάροιν | μακαίραιν | μακάροιν |
| Dativo     | μακάροιν | μακαίραιν | μακάροιν |
| Accusativo | μάκαρε   | μακαίρᾱ   | μάκαρε   |
| Vocativo   | μάκαρε   | μακαίρᾱ   | μάκαρε   |

Plurale
|            | Maschile   | Femminile | Neutro     |
| Nominativo | μάκαρες    | μάκαιραι  | μάκαρα     |
| Genitivo   | μακάρων    | μακαιρῶν  | μακάρων    |
| Dativo     | μάκαρσι(ν) | μακαίραις | μάκαρσι(ν) |
| Accusativo | μάκαρας    | μακαίρας  | μάκαρα     |
| Vocativo   | μάκαρες    | μάκαιραι  | μάκαρα     |

Il tema è μακαρ-. In questo caso la declinazione è molto semplice perché non intervengono modificazioni e le desinenze si uniscono direttamente al tema. Il nominativo maschile singolare può derivare da *μάκαρς, con caduta di sigma. Il femminile deriva da *μάκαρjᾰ, con metatesi e vocalizzazione di jod. Ai casi retti del neutro singolare e al vocativo singolare maschile troviamo il puro tema. Questo aggettivo può anche presentarsi a una sola uscita: ὁ, ἡ, τὸ μάκαρ.
Μάκαρ è l'unico aggettivo col tema in liquida.

### Temi in vocale
Si tratta del gruppo più numeroso di aggettivi a tre uscite; il tema è in -ϝ-/-εϝ-, che determina l'uscita -ύς, -εῖα, -ύ.
- Declinazione di ταχύς, ταχεῖα, ταχύ "veloce":

Singolare
|            | Maschile | Femminile | Neutro |
| Nominativo | ταχύς    | ταχεῖα    | ταχύ   |
| Genitivo   | ταχέος   | ταχείας   | ταχέος |
| Dativo     | ταχεῖ    | ταχείᾳ    | ταχεῖ  |
| Accusativo | ταχύν    | ταχεῖαν   | ταχύ   |
| Vocativo   | ταχύ     | ταχεῖα    | ταχύ   |

Duale
|            | Maschile      | Femminile | Neutro        |
| Nominativo | ταχέε / ταχεῖ | ταχείᾱ    | ταχέε / ταχεῖ |
| Genitivo   | ταχέοιν       | ταχείαιν  | ταχέοιν       |
| Dativo     | ταχέοιν       | ταχείαιν  | ταχέοιν       |
| Accusativo | ταχέε / ταχεῖ | ταχείᾱ    | ταχέε / ταχεῖ |
| Vocativo   | ταχέε / ταχεῖ | ταχείᾱ    | ταχέε / ταχεῖ |

Plurale
|            | Maschile  | Femminile | Neutro    |
| Nominativo | ταχεῖς    | ταχεῖαι   | ταχέα     |
| Genitivo   | ταχέων    | ταχειῶν   | ταχέων    |
| Dativo     | ταχέσι(ν) | ταχείαις  | ταχέσι(ν) |
| Accusativo | ταχεῖς    | ταχείας   | ταχέα     |
| Vocativo   | ταχεῖς    | ταχεῖαι   | ταχέα     |

Il nominativo maschile e i casi retti del neutro si formano sul grado zero (*ταχϝ > ταχύ-); nel singolare il nominativo maschile è sigmatico e i casi retti del neutro e il vocativo maschile mostrano il puro tema. Il femminile è formato sul grado medio (*ταχέϝ-): *ταχέϝjᾰ > *ταχέjϝα> *ταχέjᾰ > ταχεῖα. Tranne, e solo eventualmente, al duale, non si producono contrazioni.
Gli aggettivi di questo gruppo sono sempre accentati sull'ultima sillaba, tranne ἥμισυς, ἡμίσεια, ἥμισυ "mezzo", θῆλυς, θήλεια, θῆλυ "femminile" ed ἐλάχεια, femminile di ἐλαχύς, ἐλάχεια, ἐλαχύ "leggero".

## Aggettivi a due uscite
Come per i corrispondenti della prima classe, questi aggettivi sono soprattutto composti. Essendo composti, l'accento tende a collocarsi all'inizio della parola.

### Temi in nasale
- Declinazione di σώφρων, σῶφρον (< *σαο-φρον) "saggio" (tema in -ον-)

Singolare
|            | Maschile e Femminile | Neutro   |
| Nominativo | σώφρων               | σῶφρον   |
| Genitivo   | σώφρονος             | σώφρονος |
| Dativo     | σώφρονι              | σώφρονι  |
| Accusativo | σώφρονα              | σῶφρον   |
| Vocativo   | σῶφρον               | σῶφρον   |

Duale
|            | Maschile e Femminile | Neutro    |
| Nominativo | σώφρονε              | σώφρονε   |
| Genitivo   | σωφρόνοιν            | σωφρόνοιν |
| Dativo     | σωφρόνοιν            | σωφρόνοιν |
| Accusativo | σώφρονε              | σώφρονε   |
| Vocativo   | σώφρονε              | σώφρονε   |

Plurale
|            | Maschile e Femminile | Neutro     |
| Nominativo | σώφρονες             | σώφρονα    |
| Genitivo   | σωφρόνων             | σωφρόνων   |
| Dativo     | σώφροσι(ν)           | σώφροσι(ν) |
| Accusativo | σώφρονας             | σώφρονα    |
| Vocativo   | σώφρονες             | σώφρονα    |

Il tema è σωφρον-. Il nominativo maschile/femminile singolare presenta allungamento apofonico di -ο- in -ω-. I casi retti del neutro singolare e il vocativo maschile/femminile singolare presenta il puro tema. Al dativo plurale la caduta di -ν- non provoca allungamento di compenso per analogia con sostantivi.
Del tutto simile è anche la declinazione dei temi in -εν- come ἄρρην, ἄρρεν "maschile".

### Temi in -εσ-
- Declinazione di εὐγενής, εὐγενές "nobile"

Singolare
|            | Maschile e Femminile    | Neutro                  |
| Nominativo | εὐγενής                 | εὐγενές                 |
| Genitivo   | εὐγενοῦς (< *εὐγενέσος) | εὐγενοῦς (< *εὐγενέσος) |
| Dativo     | εὐγενεῖ (< *εὐγενέσι)   | εὐγενεῖ (< *εὐγενέσι)   |
| Accusativo | εὐγενῆ (< *εὐγενέσα)    | εὐγενές                 |
| Vocativo   | εὐγενές                 | εὐγενές                 |

Duale
|            | Maschile e Femminile           | Neutro                         |
| Nominativo | εὐγενεῖ (< *εὐγενέσε) / εὐγενῆ | εὐγενεῖ (< *εὐγενέσε) / εὐγενῆ |
| Genitivo   | εὐγενοῖν (< *εὐγενέσοιν)       | εὐγενοῖν (< *εὐγενέσοιν)       |
| Dativo     | εὐγενοῖν (< *εὐγενέσοιν)       | εὐγενοῖν (< *εὐγενέσοιν)       |
| Accusativo | εὐγενεῖ (< *εὐγενέσε) / εὐγενῆ | εὐγενεῖ (< *εὐγενέσε) / εὐγενῆ |
| Vocativo   | εὐγενεῖ (< *εὐγενέσε) / εὐγενῆ | εὐγενεῖ (< *εὐγενέσε) / εὐγενῆ |

Plurale
|            | Maschile e Femminile          | Neutro                        |
| Nominativo | εὐγενεῖς (< *εὐγενέσες)       | εὐγενῆ (< *εὐγενέσα)          |
| Genitivo   | εὐγενῶν (< *εὐγενέσων)        | εὐγενῶν (< *εὐγενέσων)        |
| Dativo     | εὐγενέσι(ν) (< *εὐγενέσσι(ν)) | εὐγενέσι(ν) (< *εὐγενέσσι(ν)) |
| Accusativo | εὐγενεῖς (< *εὐγενέσες)       | εὐγενῆ (< *εὐγενέσα)          |
| Vocativo   | εὐγενεῖς (< *εὐγενέσες)       | εὐγενῆ (< *εὐγενέσα)          |

Il tema è εὐγενέσ-. In questo gruppo di aggettivi l'accento cade solitamente sull'interfisso -εσ-; il -σ- dell'interfisso cade sempre lasciando l'-ε- e le vocali della desinenza libere di contrarsi. Al nominativo maschile/femminile singolare -ε- si allunga in -η- per allungamento apofonico. Nei casi retti singolari del neutro e al vocativo singolare maschile/femminile troviamo il puro tema.

### Temi in dentale
- Declinazione di ἄχαρις, ἄχαρι "sgraziato"

Singolare
|            | Maschile e Femminile | Neutro   |
| Nominativo | ἄχαρις               | ἄχαρι    |
| Genitivo   | ἀχάριτος             | ἀχάριτος |
| Dativo     | ἀχάριτι              | ἀχάριτι  |
| Accusativo | ἀχάριτα              | ἄχαρι    |
| Vocativo   | ἄχαρι                | ἄχαρι    |

Duale
|            | Maschile e Femminile | Neutro    |
| Nominativo | ἀχάριτε              | ἀχάριτε   |
| Genitivo   | ἀχαρίτοιν            | ἀχαρίτοιν |
| Dativo     | ἀχαρίτοιν            | ἀχαρίτοιν |
| Accusativo | ἀχάριτε              | ἀχάριτε   |
| Vocativo   | ἀχάριτε              | ἀχάριτε   |

Plurale
|            | Maschile e Femminile | Neutro     |
| Nominativo | ἀχάριτες             | ἀχάριτα    |
| Genitivo   | ἀχαρίτων             | ἀχαρίτων   |
| Dativo     | ἀχάρισι(ν)           | ἀχάρισι(ν) |
| Accusativo | ἀχάριτας             | ἀχάριτα    |
| Vocativo   | ἀχάριτες             | ἀχάριτα    |

Il tema è ἀχαριτ-. La declinazione è per la maggior parte regolare. Il nominativo singolare maschile/femminile è sigmatico (*ἄχαριτς), con caduta della dentale davanti alla sibilante (lo stesso fenomeno riguarda anche il dativo plurale); i casi retti del neutro singolare e il vocativo singolare maschile/femminile mostrano il puro tema privato del -τ-.

### Temi in liquida
- Declinazione di ἀπάτωρ, ἄπατορ "senza padre"

Singolare
|            | Maschile e Femminile | Neutro   |
| Nominativo | ἀπάτωρ               | ἄπατορ   |
| Genitivo   | ἀπάτορος             | ἀπάτορος |
| Dativo     | ἀπάτορι              | ἀπάτορι  |
| Accusativo | ἀπάτορα              | ἄπατορ   |
| Vocativo   | ἄπατορ               | ἄπατορ   |

Duale
|            | Maschile e Femminile | Neutro    |
| Nominativo | ἀπάτορε              | ἀπάτορε   |
| Genitivo   | ἀπατόροιν            | ἀπατόροιν |
| Dativo     | ἀπατόροιν            | ἀπατόροιν |
| Accusativo | ἀπάτορε              | ἀπάτορε   |
| Vocativo   | ἀπάτορε              | ἀπάτορε   |

Plurale
|            | Maschile e Femminile | Neutro      |
| Nominativo | ἀπάτορες             | ἀπάτορα     |
| Genitivo   | ἀπατόρων             | ἀπατόρων    |
| Dativo     | ἀπάτορσι(ν)          | ἀπάτορσι(ν) |
| Accusativo | ἀπάτορας             | ἀπάτορα     |
| Vocativo   | ἀπάτορες             | ἀπάτορα     |

Il tema è ἀπατορ-. Il nominativo maschile/singolare mostra il puro tema con allungamento apofonico; i casi retti del neutro singolare e il vocativo singolare maschile/femminile mostrano il puro tema.

### Temi in vocale
I temi in vocale si dividono in -ι- e in -υ-, che danno rispettivamente le uscite -ις, -ι e -υς, -υ.
- Declinazione di ἴδρις, ἴδρι "esperto"

Singolare
|            | Maschile e Femminile | Neutro |
| Nominativo | ἴδρις                | ἴδρι   |
| Genitivo   | ἴδριος               | ἴδριος |
| Dativo     | ἴδριι                | ἴδριι  |
| Accusativo | ἴδρια                | ἴδρι   |
| Vocativo   | ἴδρι                 | ἴδρι   |

Duale
|            | Maschile e Femminile | Neutro  |
| Nominativo | ἴδριε                | ἴδριε   |
| Genitivo   | ἰδρίοιν              | ἰδρίοιν |
| Dativo     | ἰδρίοιν              | ἰδρίοιν |
| Accusativo | ἴδριε                | ἴδριε   |
| Vocativo   | ἴδριε                | ἴδριε   |

Plurale
|            | Maschile e Femminile | Neutro    |
| Nominativo | ἴδριες               | ἴδρια     |
| Genitivo   | ἰδρίων               | ἰδρίων    |
| Dativo     | ἴδρισι(ν)            | ἴδρισι(ν) |
| Accusativo | ἴδριας               | ἴδρια     |
| Vocativo   | ἴδριες               | ἴδρια     |

Il tema è ἰδρι-. La declinazione è del tutto regolare; da notare al dativo singolare i due -ι-, uno del tema e uno della desinenza.
- Declinazione di εὔβοτρυς, εὔβοτρυ "dai bei grappoli"

Singolare
|            | Maschile e Femminile | Neutro    |
| Nominativo | εὔβοτρυς             | εὔβοτρυ   |
| Genitivo   | εὐβότρυος            | εὐβότρυος |
| Dativo     | εὐβότρυι             | εὐβότρυι  |
| Accusativo | εὐβότρυα             | εὔβοτρυ   |
| Vocativo   | εὔβοτρυ              | εὔβοτρυ   |

Duale
|            | Maschile e Femminile | Neutro     |
| Nominativo | εὐβότρυε             | εὐβότρυε   |
| Genitivo   | εὐβοτρύοιν           | εὐβοτρύοιν |
| Dativo     | εὐβοτρύοιν           | εὐβοτρύοιν |
| Accusativo | εὐβότρυε             | εὐβότρυε   |
| Vocativo   | εὐβότρυε             | εὐβότρυε   |

Plurale
|            | Maschile e Femminile | Neutro       |
| Nominativo | εὐβότρυες            | εὐβότρυα     |
| Genitivo   | εὐβοτρύων            | εὐβοτρύων    |
| Dativo     | εὐβότρυσι(ν)         | εὐβότρυσι(ν) |
| Accusativo | εὐβότρυας            | εὐβότρυα     |
| Vocativo   | εὐβότρυες            | εὐβότρυα     |

Il tema è εὐβοτρυ-.  Altro aggettivo è εὔπηχυς, εὔπηχυ "dalle belle braccia" (tema alternante εὐπηχυ-/εὐπηχεϝ-, dal grado zero si ricava il singolare, dal grado medio il duale e il plurale), che si declina come il sostantivo da cui è derivato πήχυς, πήχεως, tranne al genitivo singolare, in cui esce regolarmente εὐπήχεος.

## Aggettivi a una uscita
Constano solo del maschile o del neutro. In questi aggettivi le forme neutre si limitano solo all'accusativo singolare (uguale al nominativo) e ai casi retti del plurale (in -α), ma comunque di uso raro. I temi possono essere:
- in -ντ-: ἀκάμας, ἀκάμαντος "instancabile"
- in nasale: ἀπτήν, ἀπτῆνος "senza ali"
- in gutturale: ἅρπαξ, ἅρπαγος "rapace"
- in liquida: ἡμίθηρ, ἡμίθηρος "mezzo belva"
- in labiale: ὕδρωψ, ὕδρωπος "idropico"
- in vocale: νήστις, νήστιος "digiuno"; questi temi si mescolano talvolta a quelli in dentale, dando νήστιδος, νήστιδι, ecc. Ἄπολις "apolide, senza patria" può essere a una o due uscite (ἄπολις, ἄπολι), ma la declinazione è varia: può essere in vocale (ἀπόλι-ος, ἀπόλι-ι ecc.) in dentale (ἀπόλιδ-ος, ἀπόλιδ-ι ecc.) e raramente può seguire anche la declinazione di πόλις (ἀπόλεως, ἀπόλει ecc.)
- in dentale: πένης, πένητος "povero"; i composti con -κέρως "corno" possono seguire sia la terza declinazione (-κέρως, -κέρωτος) sia, per analogia, la declinazione attica (-κέρως, -κέρω).

La declinazione non presenta problemi.

## Aggettivi irregolari
Alcuni aggettivi a tre uscite, molto frequenti, mostrano nei maschili e neutri una flessione alternante che segue ora la terza, ora la seconda declinazione con un ampliamento nel tema, comportandosi in quest'ultimo caso come un aggettivo della prima classe; il femminile segue regolarmente la prima declinazione, con il tema ampliato. Questi aggettivi sono μέγας, μεγάλη, μέγα e πολύς, πολλή, πολύ.
- Declinazione di μέγας, μεγάλη, μέγα "grande, importante":

Singolare
|            | Maschile | Femminile | Neutro  |
| Nominativo | μέγας    | μεγάλη    | μέγα    |
| Genitivo   | μεγάλου  | μεγάλης   | μεγάλου |
| Dativo     | μεγάλῳ   | μεγάλῃ    | μεγάλῳ  |
| Accusativo | μέγαν    | μεγάλην   | μέγα    |
| Vocativo   | μέγας    | μεγάλη    | μέγα    |

Duale
|            | Maschile | Femminile | Neutro   |
| Nominativo | μεγάλω   | μεγάλᾱ    | μεγάλω   |
| Genitivo   | μεγάλοιν | μεγάλαιν  | μεγάλοιν |
| Dativo     | μεγάλοιν | μεγάλαιν  | μεγάλοιν |
| Accusativo | μεγάλω   | μεγάλᾱ    | μεγάλω   |
| Vocativo   | μεγάλω   | μεγάλᾱ    | μεγάλω   |

Plurale
|            | Maschile | Femminile | Neutro   |
| Nominativo | μεγάλοι  | μεγάλαι   | μεγάλα   |
| Genitivo   | μεγάλων  | μεγάλων   | μεγάλων  |
| Dativo     | μεγάλοις | μεγάλαις  | μεγάλοις |
| Accusativo | μεγάλους | μεγάλας   | μεγάλα   |
| Vocativo   | μεγάλοι  | μεγάλαι   | μεγάλα   |

I temi sono μεγα- e, con ampliamento, μεγαλο-/μεγαλα-. Il primo, che segue la terza declinazione, si ritrova solo nei casi retti del maschile e neutro singolare; il secondo, che segue la prima e la seconda declinazione, forma tutto il resto della flessione, comportandosi come gli aggettivi della prima classe a tre uscite.
- Declinazione di πολύς, πολλή, πολύ "molto":

Singolare
|            | Maschile | Femminile | Neutro |
| Nominativo | πολύς    | πολλή     | πολύ   |
| Genitivo   | πολλοῦ   | πολλῆς    | πολλοῦ |
| Dativo     | πολλῷ    | πολλῇ     | πολλῷ  |
| Accusativo | πολύν    | πολλήν    | πολύ   |
| Vocativo   | πολύς    | πολλή     | πολύ   |

Plurale
|            | Maschile | Femminile | Neutro  |
| Nominativo | πολλοί   | πολλαί    | πολλά   |
| Genitivo   | πολλῶν   | πολλῶν    | πολλῶν  |
| Dativo     | πολλοίς  | πολλαίς   | πολλοίς |
| Accusativo | πολλούς  | πολλάς    | πολλά   |
| Vocativo   | πολλοί   | πολλαί    | πολλά   |

I temi sono πολυ- e, con ampliamento, πολλο-/πολλα-. Il primo, che segue la terza declinazione, si ritrova solo nei casi retti del maschile e neutro singolare; il secondo, che segue la prima e la seconda declinazione, forma tutto il resto della flessione, comportandosi come gli aggettivi della prima classe a tre uscite.

### L'accento negli aggettivi
Gli aggettivi hanno frequentemente l'accentazione di parole ossitone, ma ci sono anche termini con fenomeno di baritonesi, e alcuni con una sillaba finale contratta. 

Gli esempi dei termini ossitoni sono:
ἀγαθός "buono", κακός "cattivo", καλός "bello", δεινός "temibile", Ἑλληνικός "greco", σοφός "saggio", ἰσχυρός "forte", μακρός "lungo", αἰσχρός "vergognoso", ὑψηλός "alto", μικρός "piccolo", πιστός "fedele", χαλεπός "difficile"
ἀριστερός "sinistro", δεξιτερός "destro"
ἡδύς "piacevole", ὀξύς "tagliente, acuto", βαρύς "pesante", ταχύς "veloce", βραδύς "lento", βαθύς "profondo", γλυκύς "dolce". (Il femminile di tutti questi ha -εῖα.)
πολύς "molto", plurale πολλοί "molti", ἀληθής "vero", εὐτυχής "fortunato", δυστυχής "sfortunato", ἀσθενής "debole, malato", ἀσφαλής "sicuro".
I termini con accento sulla terzultima:
φίλιος "amichevole", πολέμιος "nemico", δίκαιος "giusto", πλούσιος "ricco", ἄξιος "degno", Λακεδαιμόνιος "spartano", ῥᾴδιος "facile"
μῶρος "stupido", ἄδικος "ingiusto", νέος "nuovo; giovane", μόνος "solo", χρήσιμος "utile", λίθινος "fatto di pietra", ξύλινος "ligneo"
ἄλλος "altro", ἕκαστος "ciascuno", ὑμέτερος "vostro", ἡμέτερος  "nostro", ἵλεως 'propizio'
εὐμένης "benevolo", δυσώδης "maleodorante", εὐδαίμων "felice".
πᾶς, πᾶσα, πᾶν "tutto, ogni", plurale πάντες 

I termini con accento parossitono:
ὀλίγος "piccolo, esiguo", ἐναντίος "opposto", πλησίος "vicino", μέγας "grande", fem. μεγάλη, plurale μεγάλοι 
Con accento perispomeno:
Ἀθηναῖος "Ateniese", ἀνδρεῖος "coraggioso", ἑτοῖμος / ἕτοιμος "pronto", ἐρῆμος / ἔρημος "abbandonato"
τοιοῦτος "tale", τοσοῦτος "così grande"
χρυσοῦς "dorato", χαλκοῦς "bronzeo"

Aggettivi comparativi e superlativi hanno tutti l'accento recessivo:
σοφώτερος "più saggio", σοφώτατος "molto saggio"
μείζων "più grande", μέγιστος "grandissimo" 
Gli aggettivi che terminano in -ής hanno il circonflesso nella maggior parte dei finali, dal momento che questi sono contratti: 
ἀληθής "vero", maschile plurale ἀληθεῖς 
μῶρος "folle" è ossitono nel Nuovo Testamento:

πέντε δὲ ἐξ αὐτῶν ἦσαν μωραί  "e cinque di loro erano folli" (Matteo 25,2)

I nomi personali derivati dagli aggettivi sono di solito recessivi, anche se l'aggettivo non lo è:
Ἀθήναιος "Ateniese", da Ἀθηναῖος "ateniese"
Γλαῦκος "Glauco", da γλαυκός "dagli occhi grigi"

A differenza del greco moderno, che ha l'accento fisso negli aggettivi, un accento sulla terzultima si sposta in avanti quando l'ultima vocale è lunga:
φίλιος "amichevole" (masc.), φιλίᾱ (fem.)', fem. pl. φίλιαι 

Il genitivo plurale degli aggettivi femminili è accentato (-ῶν), ma solo in quegli aggettivi in cui le forme maschile e femminile del plurale genitivo sono differenti:
πᾶς "tutto", gen. pl. πάντων "di tutti", πασῶν "di tutte".
Ma:
δίκαιος "giusto", gen. pl. δικαίων (entrambi i sessi)

In un aggettivo con baritonesi, nel neutro, quando l'ultima vocale diventa breve, l'accento di solito recede:
βελτίων "migliore", neutro βέλτιον  
Tuttavia, quando il -ν finale era precedentemente * -ντ, l'accento non arretra (questo include i participi neutri): 
- χαρίεις "grazioso", neutro χαρίεν
- ποιήσας "che fece", neutro ποιῆσαν

L'aggettivo μέγας "grande" sposta l'accento sulla penultima nelle forme della parola che contengono lambda (λ):
μέγας "grande", plurale μεγάλοι 
Il maschile πᾶς "tutto" e il neutro πᾶν hanno l'accento sulla finale nel genitivo e dativo, ma solo al singolare:
πᾶς 'tutto', gen. sg. παντός, dat. sg. παντί (ma gen. pl. πάντων, dat. pl. πᾶσι).
Il participio ὤν 'ente', genitivo ὄντος, ha l'accento fisso.